# ثورنتون شايس
ثورنتون شايس (بالإنجليزية: Thornton Chase)‏ (و. 1847 – 1912 م) هو مؤلف، وكاتب أمريكي، ولد في سبرينغفيلد، توفي في لوس أنجلوس، عن عمر يناهز 65 عاماً.

## التعليم
تعلم في جامعة براون.